# Convolvulus simulans
Convolvulus simulans là một loài thực vật có hoa trong họ Bìm bìm. Loài này được L.M. Perry mô tả khoa học đầu tiên năm 1931.